# Воздухоопорное сооружение

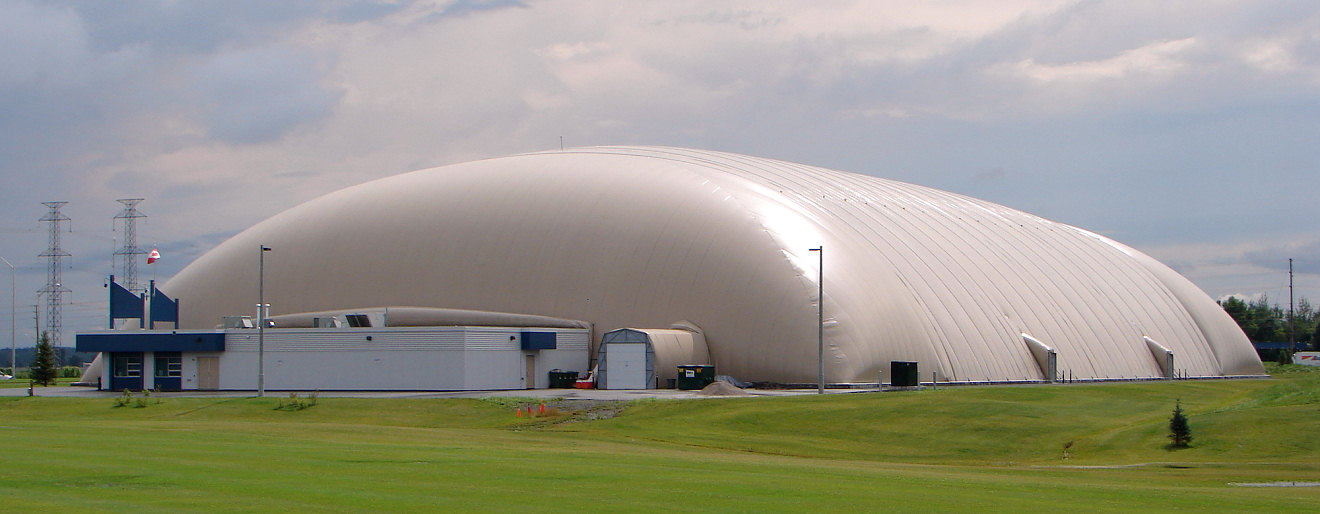
Воздухоопорный купол над залом, используемым для занятий спортом и развлекательных мероприятий.

К воздухоопорным относят любые сооружения, структурная целостность которых обеспечивается избытком внутреннего давления воздуха, действующего на гибкую оболочку. Такие структуры обычно имеют форму купола, требуют постоянного поддува и надёжного крепления к грунту. Чаще всего они предназначены для занятий спортом, проведения развлекательных мероприятий, используются как склады и временные убежища. Долговременные здания этого типа нередко имеют привычные стены и воздухоопорную крышу, временные сооружения могут целиком состоять из гибкого материала. 